# Eider (oiseau)
Pour les articles homonymes, voir Eider.
Taxons concernés
Les trois genres d'eider :
- Somateria
- Camptorhynchus
- Polystictamodifier

Les eiders sont de grands canards migrateurs de la famille des anatidae dont la désignation est ambiguë : elle peut désigner l'eider à duvet (somateria mollissima, appelé également eider commun) ou d'autres espèces.
Le duvet des eiders est recherché, en raison de ses qualités exceptionnelles d'isolation, comme rembourrage d'objets de couchage. Il est notamment récolté en Islande et au Groenland et l'est actuellement dans l'estuaire du Saint-Laurent au Québec. La récolte est complexe, car il s'agit des plumes prélevées dans les nids ; le coût de ce duvet est un des plus chers au monde.
Les espèces survivantes vivent sous les latitudes tempérées de l'hémisphère nord.

## Espèces
- Eider commun Somateria mollissima
- Eider à lunettes Somateria fischeri
- Eider à tête grise Somateria spectabilis
- Eider du Labrador, Camptorhynchus labradorius, espèce éteinte
- Eider de Steller, Polysticta stelleri.

On connaît en outre deux espèces fossiles, l'une conservée dans des roches de l'Oligocène moyen du Kazakhstan et l'autre trouvée dans les horizons Miocène inférieur ou du Pliocène supérieur de Lee Creek Mine, États-Unis. Il se pourrait que la seconde appartienne au genre Somateria.

## Étymologie
Le terme edre (même étymon que eider) au sens de « duvet » est attesté vers 1200, il procède directement de l'ancien scandinave æðr. En revanche, la forme eider, attestée seulement au XVIIe siècle est un emprunt, par l'intermédiaire du latin scientifique, à l'islandais aedur (comprendre æður). Il procède lui-même du vieux norrois æðr. On retrouve cet élément scandinave dans le mot édredon qui est issu du danois ederdun parent de l'islandais æðardúnn mot-à-mot « duvet d'eider ». Le mot duvet quant à lui est une altération inexpliquée du normand dunet, dumet, deunet « duvet (d'animal) », issu du vieux norrois dúnn « duvet, plume » + suffixe roman -et.